# Robert Marson
Pour les articles homonymes, voir Marson.
Ne doit pas être confondu avec Roberto Marson.
Robert Marson, né le 5 novembre 1910 et mort à une date inconnue, est un homme politique franco-malgache.

## Biographie
Il est désigné pour siéger au Sénat de la Communauté,,.